# Puck Building
Il Puck Building è un palazzo di New York, situato al 295-309 Lafayette Street, nel quartiere di Nolita, a Manhattan; il palazzo è inserito nella lista dei National Register of Historic Places.

## Storia e descrizione
La costruzione del palazzo fu terminata nel 1886: la struttura della città stava mutando, così come la sua economia, che si avvicinava ad un carattere sempre più marcatamente terziario; il palazzo fu così una delle ultime strutture industriali costruite a New York. Il palazzo doveva servire ad ospitare la tipografia della rivista satirica "Puck", che prendeva il nome dal personaggio della commedia Shakespeariana Sogno di una notte di mezza estate: proprio all'ingresso è presente una statua di cherubino dalle forme ispirate al personaggio della favola.
L'edificio fu progettato dall'architetto Albert Wagner, seguace di un classicismo romantico noto come Rundbogenstil, in stile neoromanico, il palazzo rappresentò un modello per le architetture newyorchesi di fine Ottocento. Il palazzo subì due grossi ritocchi nella sua storia: il primo comportò un ampliamento del palazzo verso sud, mentre il secondo portò la demolizione di un'ala del palazzo per far spazio all'attuale Lafayette street, da cui deriva anche l'ingresso odierno, introdotto da quattro colonne che sorreggono una balconata.

## Il Puck Building nella cultura di massa
Gli esterni del palazzo sono utilizzati come location della serie televisiva Will & Grace.
Nel film Harry ti presento Sally è il luogo della festa di capodanno e del matrimonio di Maria e Jess